# Irina Kalimbet
Irina Vladimirovna Kalimbet, née le 29 février 1968 à Kiev, est une rameuse d'aviron soviétique.

## Carrière
Après avoir été médaillée de bronze aux Championnats du monde d'aviron 1987 en quatre de couple, Irina Kalimbet remporte la médaille d'argent aux Jeux olympiques de 1988 à Séoul, toujours en quatre de couple. Elle est ensuite médaillée d'argent de quatre de couple aux Championnats du monde d'aviron 1989.